# Pickzettel
Pickzettel (auch Pickliste oder Packzettel, in der Schweiz Rüstliste; von englisch pick für auswählen) werden in Unternehmen mit großen und umfangreichen Lagerbeständen dazu verwendet, um die Paketinhalte für den Versand zusammenzustellen. Das Packen geschieht in diesem Fall nach der Art eines typischen Laufzettels.
Dazu wird neben einem Lieferschein – dieser gibt an, welche Waren geliefert werden – und der Rechnung – gibt an, welche Waren bezahlt werden müssen – ein „Pickzettel“ erstellt, auf dem für den Lagerarbeiter aufgelistet ist, welche Waren in welchem Lager an welchem Ort (Regal, Stellage usw.) vorrätig sind und von dort in das Paket mit übernommen werden müssen. Bei der Verwendung von Barcodescannern befindet sich auch der Barcode des entsprechenden Artikels auf dem Pickzettel.